# Elysion

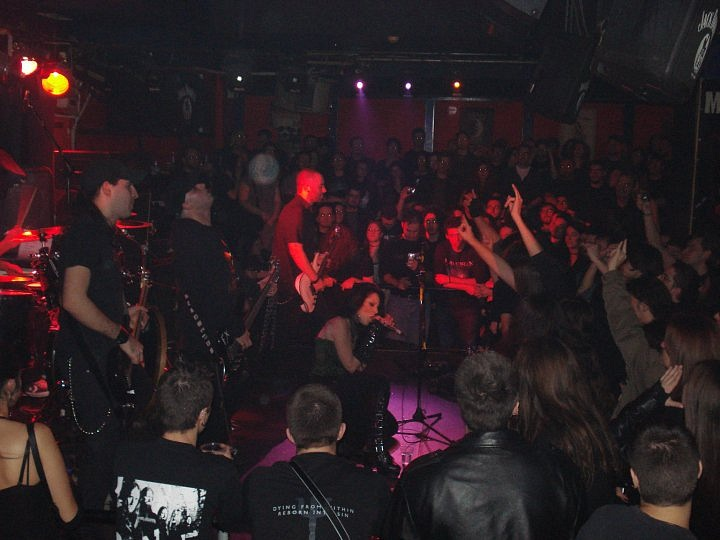
Elysion em 2010.

Elysion é uma banda grega de Metal Gótico de Atenas, Grécia, formada em 2006.
Os membros da banda são Christiana Hatzimihali (vocal principal), Johnny Zero (guitarra), AR (baixo), Nid (guitarra) e Laitsman (bateria).

## História

### Silent Scream
A banda lançou seu primeiro álbum de estúdio, Silent Scr3am, em 18 de dezembro de 2009 pela gravadora Massacre Records . Foi produzido e mixado por Mark Adrian e masterizado por Ted Jensen .
O álbum recebeu críticas de médias a positivas. Femmetal Online deu ao álbum uma classificação alta, afirmando que "[as] canções de 'Silent Scream' são tão implacáveis e infecciosas que tive dificuldade em encontrar qualquer falha neste CD. O som e a produção são excelentes e a banda trabalhou com o engenheiro americano Ted Jensen." A edição alemã do Metal Hammer deu ao álbum uma classificação média, chamando-o de "sensação em potencial", embora as faixas não tenham sido consideradas inovadoras.

### Someplace Better
Em 24 de janeiro de 2014, Elysion lançou seu novo álbum chamado Someplace Better, produzido por Mark Adrian no ARTemis Studios em Atenas, Grécia, mixado por Dan Certa (We Are The Fallen, Ben Moody, Seether) e masterizado por David Collins (Black Sabbath, Alice Cooper, Mötley Crüe). Gustavo Sazes, que já trabalhou para bandas como Arch Enemy ou Morbid Angel, é o responsável pela arte da capa.

### Bring Out Your Dead
O terceiro álbum da banda, Bring Out Your Dead, foi lançado em 17 de março de 2023. Foi produzido e mixado por Mark Adrian e masterizado por Nasos Nomikos. Dimitris Tzortzis é responsável pela arte da capa. O primeiro lançamento, Crossing Over, saiu em 8 de fevereiro de 2023, enquanto Raid The Universe foi lançado 19 dias depois, em 27 de fevereiro. Todas as outras músicas foram lançadas junto com o álbum.

## Integrantes

#### Formação atual
- Nikos Despotopoulos - guitarra (2006–presente)
- Giannis Giannikos - guitarra rítmica, teclados (2006–presente)
- Christiana Hatzimihali - vocais (2008–presente)
- Ilias Laitsas - bateria (2009–presente)
- Andreas Roufagalas - baixo (2022–presente)

#### Ex-integrantes
- Maxi Nil - vocais (2006–2008)
- Petros Fatis - bateria (2006–2009)
- Antonios Bofilakis - baixo (2006–2022)

## Discografia

### Álbuns
- Silent Scr3am (2009)
- Someplace Better (2014) [5]
- Bring Out Your Dead (2023)

### Gravações demo
- Elysion (2006)

EPs
- Killing My Dreams (2012)

### Prêmios e indicações
| Ano  | Nomeado / trabalho     | Prêmio                                             | Resultado |
| ---- | ---------------------- | -------------------------------------------------- | --------- |
| 2006 | Elysion (demonstração) | Melhor Gravação Demo na revista Metal Hammer       | Nomeado   |
| 2007 | Elysion                | Melhor Novo Artista no Prêmio Fillipos Nakas       | Venceu    |
| 2007 | Elysion                | Melhor Banda de Rock no Fillipos Nakas Music Award | Venceu    |